# Rebeca Silva
Rebeca Silva Durán (Guadalajara, 15 de septiembre de 1955) es una actriz y modelo mexicana.

## Biografía y carrera
Silva inició en la actuación a comienzos de la década de 1970. Tras realizar pequeñas apariciones en producciones cinematográficas como El hijo del pueblo (1973) y Presagio (1974), apareció en las series de TV La tierra (1974) y La venganza (1977).
En 1979 interpretó el papel principal en la película Erótica, y durante el auge de la comedia erótica mexicana en la década de 1980 fue un rostro muy popular junto con otras actrices como Angélica Chaín, Rosario Escobar, Jacaranda Alfaro,  Rossy Mendoza y Sasha Montenegro. En esa década protagonizó películas importantes del género como Muñecas de media noche (1979), La pulquería (1981), Un macho en la cárcel de mujeres (1986) y El garañon (1989), además de registrar apariciones en las telenovelas Victoria y El engaño.
Con el declive de la comedia erótica, Silva empezó a figurar en producciones estadounidenses como Mars Attacks! (1996), Enemigo público (1998) y Dr. Quinn Medicine Woman: The Movie (1999). En 2001 interpretó el papel de Rosa Muñoz en la cinta El precio del sueño americano y dos años más tarde integró el reparto de la telenovela Te amaré en silencio. En 2005 realizó un pequeño papel en la película estadounidense Los amos de Dogtown e interpretó el papel de la abuela Valles en McFarland USA.

## Filmografía parcial
- El hijo del pueblo (1974)
- Presagio (1974)
- Erótica (1979)
- Muñecas de medianoche (1979)
- La pulqueria (1981)
- El sexo de los pobres (1983)
- Un macho en la cárcel de mujeres (1986)
- El secuestro de un policía (1991)
- Mars Attacks! (1996)
- Enemigo público (1988)
- The Price of the American Dream (2001)
- Lords of Dogtown (2005)